# Góra Pietraszowa
Góra Pietraszowa, Pietrasowa (814 m) – szczyt w południowej części Beskidu Małego. Znajduje się w bocznym, opadającym na południe grzbiecie Wielkiego Gibasów Gronia, oddzielony od niego płytką przełęczą Czarny Dział. Południowe stoki Góry Pietraszowej opadają do przełęczy Przydawki, zachodnie do doliny potoku Młyńszczanka, wschodnie do doliny Krzywego Potoku.
Grzbietem Góry Pietraszowej biegnie dział wodny między zlewniami Soła i Skawy; potok Młyńszczanka znajduje się w zlewni Soły, Krzywy Potok w zlewni Skawy. Góra Pietraszowa jest porośnięta lasem, ale znajduje się na niej kilka polan. Na wschodnich, opadających do doliny Krzywego Potoku stokach jest Polana Zokowa i polana Gołasie (Gałasiówka), dwie niewielkie i zarastające już polany znajdują się także w okolicach jej szczytu i na stokach zachodnich.
Grzbietem Góry Pietraszowej biegnie granica między wsiami Ślemień (stoki zachodnie) i Las (stoki wschodnie). Stokami Góry Pietraszowej, omijając jej wierzchołek prowadzi szlak turystyczny.
Szlak turystyczny
 Przełęcz Przydawki – Polana Zokowa – Gołasie – Czarny Dział – Przełęcz pod Mladą Horą – rozstaje Anuli – skrzyżowanie pod Smrekowicą – Smrekowica – Na Beskidzie – Potrójna – przełęcz Beskidek – Leskowiec. Czas przejścia 3.30 h, 3 h